# Ракович, Андрей Андреевич
Андре́й Андре́евич Ракович (26 февраля 1869 — после 1917) — русский сахарозаводчик, общественный деятель и политик, член Государственной думы от Черниговской губернии.

## Биография
Из потомственных дворян Черниговской губернии. Сын Андрея Лаврентьевича Раковича (1831—1872) и Юлии Ивановны Полетика (1841—1872). Землевладелец Черниговской, Полтавской и Волынской губерний (1100, 400 и 2200 десятин, соответственно).
В 1890 году окончил коллегию Павла Галагана. Занимался сельским хозяйством и общественной деятельностью. С 1893 года состоял кандидатом на должность, а затем был избран козелецким уездным предводителем дворянства (1896—1906). Также избирался гласным Козелецкого уездного (1895—?), Переяславского уездного и Черниговского губернского (1895—?) земств, почетным мировым судьей по Козелецкому уезду. В 1895—1896 годах состоял председателем Козелецкой уездной земской управы. В 1909 и 1911 годах был кандидатом на должность черниговского губернского предводителя дворянства. Дослужился до чина статского советника. Был членом «Союза 17 октября».
В 1898 году стал учредителем и председателем правления Бобровицкого Общества сахарных заводов, в 1910 — общества Глобинского сахарного завода. Был членом правления Всероссийского общества сахарозаводчиков.
Состоял выборщиком в III Государственную думу по Козелецкому уезду от съезда землевладельцев. 7 сентября 1911 на дополнительных от съезда землевладельцев был избран вместо Г. Н. Глебова. Входил во фракцию «Союза 17 октября». Состоял членом комиссий: по народному образованию, по местному самоуправлению и по хлопководству.
В 1912 году был переизбран членом Государственной думы от Черниговской губернии. Входил во фракцию «Союза 17 октября», после её раскола — фракцию земцев-октябристов. Входил в Прогрессивный блок. Состоял членом комиссий: по направлению законодательных предположений, по местному самоуправлению, о собраниях, по народному образованию.
В Первую мировую войну состоял помощником уполномоченного, а с июля 1915 — уполномоченным Российского общества Красного Креста в Черниговской губернии. Судьба после 1917 года неизвестна.

## Семья
Был женат на Евгении Митрофановне Болотовой (1868—?). Их дети:
- Андрей (1891—1966), воспитанник Александровского лицея (1912), чиновник Сената. В Первую мировую войну — вольноопределяющийся лейб-гвардии 4-го стрелкового полка. В эмиграции в Австрии, юрисконсульт Австрийской епархии РПЗЦ[1].
- Лаврентий (1895—1971), воспитанник Александровского лицея (1917), штабс-ротмистр лейб-гвардии Кирасирского Её Величества полка, участник Белого движения в составе ВСЮР и Русской армии барона Врангеля. В эмиграции в Польше, затем в США. Член полкового объединения.